# アーキ・クリエイト
株式会社アーキ・クリエイトは、岡山県岡山市中区古京町に本社を置く不動産会社である。

## 概要
前身は昭和59年に岡山県備前市で創業した一級建築士事務所・山陽企画。昭和63年に有限会社アーキ・クリエイトを設立。平成2年に現在の岡山市中区古京町へ移転。建築設計事務所として設計業務を主業務としていた。同年12月に宅地建物取引業登録（岡山県知事（1）第3595号）し、宅地建物取引業を開始。平成10年に有限会社アーキ・クリエイトから株式会社に組織変更し、株式会社アーキ・クリエイトとしてスタート。屋号はアーキ不動産。岡山市中区を中心に売買専門の不動産会社として営業。

## 資格
- 平成22年　JIO既存住宅かし保証保険　事業者登録（A6002102）

- 平成23年　内閣府承認NPO法人　公認ホームインスペクター認定（H000458）

- 平成27年　JIOリフォームかし保険　事業者登録（A6002102）